# Hexalectris fallax
Hexalectris fallax är en orkidéart som beskrevs av M.I.Rodr. och Roberto González Tamayo. Hexalectris fallax ingår i släktet Hexalectris och familjen orkidéer. Inga underarter finns listade i Catalogue of Life.